# Sant Boi (metropolitana di Barcellona)
Sant Boi è una stazione della Linea 8 della metropolitana di Barcellona e delle linee S4, S8, S33, R5 ed R6 della Linea Llobregat-Anoia, operate da FGC. La stazione è situata nel centro del comune di Sant Boi de Llobregat nella comarca del Baix Llobregat.
È una delle stazioni più importanti della linea, in servizio fin dal 1912, per le sue interconnessioni con diverse linee di autobus extra-urbani e al centro di snodi ferroviari. L'ex-edificio passeggeri ospita inoltre il centro di controllo del traffico del Metro del Baix Llobregat.

## Accessi
- Carrer de Josep Torres i Bages